# Nasty Girl
„Nasty Girl” – ostatni singiel promujący płytę Survivor zespołu Destiny’s Child. Piosenkę napisały Beyoncé Knowles i Kelly Rowland.

## Teledysk
Teledysk zaczyna się od kobiety w różowej futrzanej kurtce, wysokich obcasach i blond włosach. Idzie ona przez sąsiedztwo, gdzie zwracają na nią uwagę wszyscy mieszkańcy. Nagle zapada się, w czasie, gdy Beyoncé śpiewa „Change don't come your way it will come back to you”. Po refrenie scena zmienia się. Dwie dziewczyny wychodzące z narożnego sklepu i idące za facetem z kanapką. Dwaj kolesie chcą popchnąć kolegę na dziewczyny, ale zamiast tego jeden z chłopaków zaczyna rozmawiać z jedną z nich. Dziewczyna oplata sobie gumę wokół palca, ale ta zaczepia o jej włosy. Scena znowu się zmienia. Teraz kobieta tańczy z facetem, któremu nie podoba się styl jej tańca. Próbuje ją uspokoić, ale ona uderza go łokciem w twarz. Nie patrząc na to, co zrobiła obojętnie odchodzi. Scena znowu zmienia się. Tym razem w jednym pokoju znajdują się wszystkie wymienione dziewczyna, a w pokoju stoi maszyna o nazwie „NastyZapper”. Przemienia ona wszystkie te niegustowne dziewczyny w dobrze ubrane kobiety. Destiny’s Child są w pokoju o złotych ścianach. Są też pokazane, jak jedzą popcorn w ciemnoniebiesko-złotych sukienkach, oglądając każdą z kobiet. Zmienione kobiety dołączają do DC.

## Lista utworów
Nasty Girl (Single)
1. Nasty Girl (Album Version)
2. Nasty Girl (Maurice's Nu Soul Remix edit)
3. Nasty Girl (Azza's Nu Soul Mix)
4. Nasty Girl (video)

Nasty Girl (Single)
1. Nasty Girl (Album Version)
2. Nasty Girl (Maurice's Nu Soul Remix edit)
3. Nasty Girl (Azza's Nu Soul Mix)
4. Bootylicious (Big Boyz Remix)

## Oficjalne remiksy singla
„Nasty Girl” (Azza's Nu Soul Mix)
„Nasty Girl” (Azza's Nu Soul Mix – Instrumental)
„Nasty Girl” (Maurice's Nu Soul Remix)
„Nasty Girl” (Maurice's Nu Soul Remix – Radio Edit)
„Nasty Girl” (Maurice's Nu Soul Remix – Instrumental with Ooh's)
„Nasty Girl” (Maurice's Nu Soul Remix – Full Instrumental)
„Nasty Girl” (Maurice's Nu Soul Remix – Acapella)
„Nasty Girl” (Charlie's Nu Tech Dub)